# República de Moldàvia
|  | Per a altres significats, vegeu «Moldàvia (desambiguació)». |

La República de Moldàvia (Republica Moldova en romanès) és un estat sense sortida al mar de l'Europa de l'Est, que limita amb Romania per l'oest i amb Ucraïna pel nord, l'est i el sud. Fins a l'any 1991 era la República Socialista Soviètica de Moldàvia, una de les repúbliques de la Unió Soviètica. És un petit estat de 33.843 km². La majoria del territori està entre els seus dos rius principals, el Dnièster i el Prut. Es troba a 100 km del mar Negre. Té 4,4 milions d'habitants (2007), la majoria d'ells romanòfons (80%), desglossats segons el cens moldau del 2004 en un 75,8% de moldaus i un 2,2% de romanesos. Va declarar la seva independència amb les mateixes fronteres que l'anterior República Socialista Soviètica de Moldàvia el 1991, com a part de la dissolució de la Unió Soviètica, però, una franja del territori reconegut internacionalment com a moldau, situat a la riba oriental del riu Dnièster, ha estat sota el control de facto del govern separatista de Transnístria des del 1990.
És una democràcia parlamentària, amb un president com a cap d'estat i un primer ministre com a cap de govern. Moldàvia és un estat membre de les Nacions Unides, del Consell d'Europa, de l'Organització Mundial del Comerç, de l'OSCE, del GUAM, de la Comunitat d'Estats Independents, del BSEC i d'altres organismes internacionals. Moldàvia en l'actualitat aspira a adherir-se a la Unió Europea, i ha posat en marxa els tres primers anys el Pla d'Acció en el marc de la Política Europea de Veïnatge (PEV). Al voltant d'un quart de la població viu amb menys de dos dòlars nord-americans al dia.

## Etimologia
El nom de Moldàvia deriva del nom del riu Moldàvia; la vall d'aquest riu fou un centre polític quan el Principat de Moldàvia va ser fundat el 1359. L'origen del nom del riu encara no està totalment aclarit. Hi ha una llegenda del príncep Dragos que dona nom al riu, després d'una caça d'urs: després de la persecució, el seu gos Molda es va ofegar al riu, que des de llavors va rebre el nom del gos. Més tard es va estendre al Principat, segons Dimitrie Cantemir i Grigore Ureche.

## Història

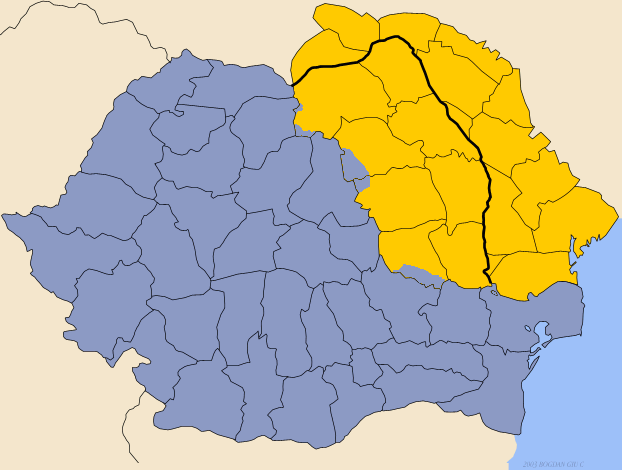
Romania sense Moldàvia en blau i Moldàvia històrica en groc

El territori de l'actual Moldàvia va ser habitat en temps antics pels dacis. Situada sobre una ruta estratègica entre Àsia i Europa, Moldàvia ha estat víctima de nombroses invasions.
Durant l'edat mitjana, la província de Bessaràbia (que incloïa gran part de l'actual República de Moldàvia, però també alguns districtes cap al nord i el sud) va conformar la part oriental del principat de Moldàvia. El principat va esdevenir tributari de l'Imperi otomà; tanmateix, en 1812 el tractat de Bucarest va transferir la Bessaràbia a Rússia. La part occidental de Moldàvia es va mantenir com a principat autònom i el 1859 es va unir amb Valàquia per formar el Regne de Romania. El 1878, pel tractat de Berlín, el Regne de Romania retorna a l'Imperi rus.

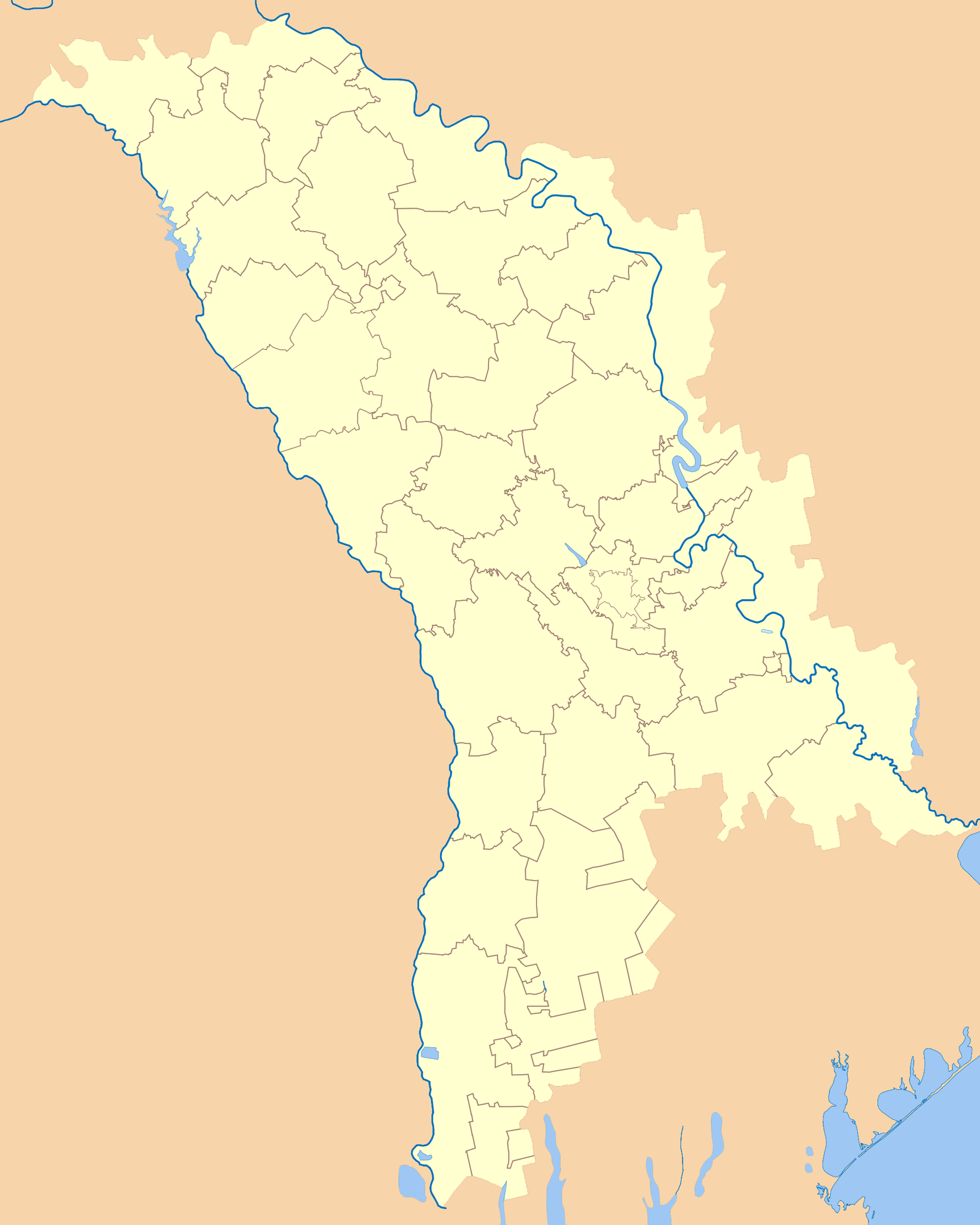
República de Moldàvia

Després de la Revolució Russa, Bessaràbia es va convertir en una república independent el 24 de gener de 1918, però va ser annexionada al Regne de Romania el 27 de març del mateix any 1918. El pacte Mólotov-Ribbentrop va permetre a la Unió Soviètica prendre Bessaràbia al juny de 1940 i, tot i ser-ne expulsades novament el 1941, les tropes soviètiques van reocupar l'àrea a l'agost de 1944. Sota govern soviètic, les regions del nord i el sud (habitades per ucraïnesos i romanesos) van ser transferides a Ucraïna, i Transnístria (amb una important població russa) se'n va unir a la resta en una república soviètica anomenada República Socialista Soviètica de Moldàvia, la qual cobria l'actual territori de Moldàvia.
Quan la Unió Soviètica es va desintegrar l'agost de 1991, Moldàvia va declarar la independència i es convertia en membre de la Comunitat d'Estats Independents al desembre d'aquell mateix any, igual que la majoria de les anteriors repúbliques soviètiques.
Inicialment, va existir un moviment orientat a la reunificació amb Romania, però un referèndum el març de 1994 va rebre una enorme majoria de vots a favor de la conservació de la independència.
Entre 2001 i 2009 va ser governat pel Partit Comunista. Tanmateix, va ser substituït per una coalició proeuropea, que va iniciar l'acostament del país a la Unió Europea. Com a resposta, Moscou va barrar les importacions de vi moldau cap a Rússia, fet que va provocar obrir nous mercats cap a l'oest, i va amenaçar d'augmentar el preu del gas, tot i que Romania i Moldàvia ja estaven construint un gasoducte propi.

## Política
El parlament unicameral moldau té 101 escons i els seus membres són elegits per sufragi popular en terminis de quatre anys. El president de la República és el cap d'estat, elegit per sufragi universal per un mandat de quatre anys. El president nomena un primer ministre com a cap de govern, que al seu torn tria un gabinet, ambdós sotmesos a l'aprovació del Parlament.
El febrer del 2023 Moldàvia va patir una forta crisi política, amb la dimissió de la primera ministra proeuropea Natalia Gavrilita el dia 10, i l'anunci el dia 13 per part de la presidenta Maia Sandu d'un intent de cop d'estat, del tancament de l'espai aeri i el descobriment al seu territori de més restes de míssils procedents de la guerra russo-ucraïnesa. Segons va anunciar Sandu, al darrere de l'intent de cop d'estat hi havia ciutadans de Rússia, Belarús, Sèrbia i Montenegro, que pretenien desestabilitzar el país i provocar la paràlisi i enderrocament de l'ordre constitucional. Això es produïa enmig del conflicte bèl·lic veí, així com de l'assoliment de l'estatus de país candidat a Unió Europea el 23 de juny del 2022, el mateix dia que Ucraïna.

## Subdivisió administrativa

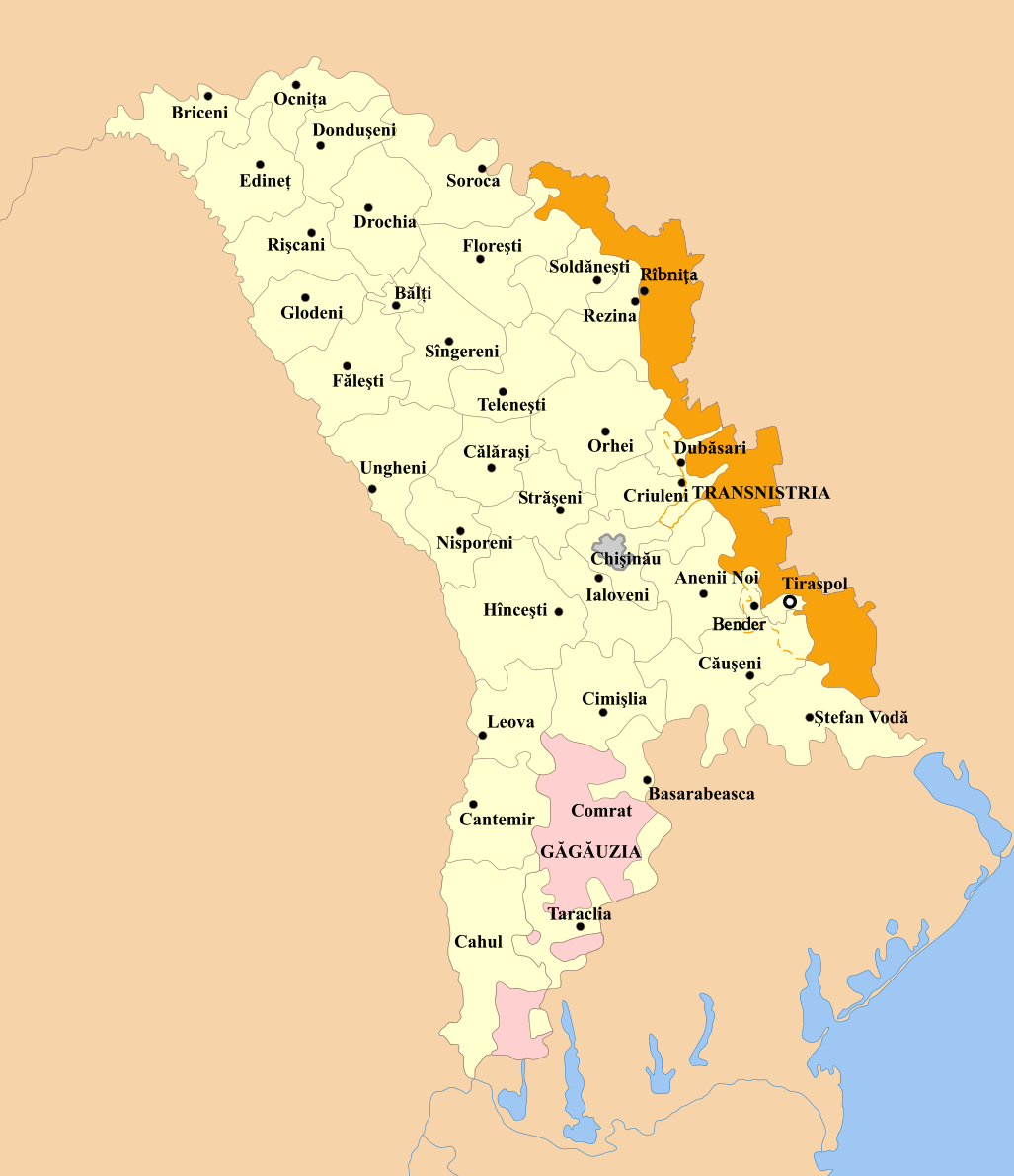
Districtes de Moldàvia

Des del 2003 (mitjançant una Llei aprovada el 19 de març), Moldàvia està dividida en 32 districtes o raioane, 3 municipis (Chișinău, Bălți i Tighina) i dues regions semiautònomes (Gagaúsia i Transnístria).
| - Anenii Noi - Basarabeasca - Briceni - Cahul - Cantemir - Călărași - Căușeni - Cimișlia - Criuleni - Dondușeni - Drochia | - Dubăsari - Edineț - Fălești - Florești - Glodeni - Hîncești - Ialoveni - Leova - Nisporeni - Ocnița - Orhei | - Rezina - Rîșcani - Sîngerei - Soroca - Strășeni - Șoldănești - Ștefan Vodă - Taraclia - Telenești - Ungheni |

Anteriorment (des del final dels anys 90 fins al febrer de 2003), Moldàvia es dividia en 9 comtats o județi, un municipi (la capital) i dues unitats territorials.
- Bălți
- Cahul
- Chișinău (municipi)
- Edineț
- Gagaúsia (unitat territorial autònoma)
- Lăpușna
- Orhei
- Soroca
- Stânga Nistrului (unitat territorial)
- Tighina
- Ungheni

Abans de ser dividida en comtats (durant l'època soviètica i fins al final de la dècada de 1990), Moldàvia es dividia en 40 districtes. Aquests canvis territorials i administratius en períodes tan curts són un simple reflex de les polítiques dels partits en el govern (per exemple, el Partit Comunista, ara al poder, va reinstaurar els antics districtes de regust soviètic dos anys després de la seva arribada al poder el 2001).
La part de Moldàvia a l'est del riu Dnièster (o Nistru en moldau), la Transnístria –més industrialitzada que la resta i poblada per una gran proporció de russos i ucraïnesos–, va proclamar la independència el 1992, davant la por que Moldàvia s'unís a Romania. Hi van intervenir forces de Rússia i Ucraïna, que s'hi van quedar per mantenir la pau. L'OSCE és l'encarregada de les negociacions entre els líders de la Transnístria i el govern de Chișinău.
Com que no hi ha cap altre estat que reconegui la Transnístria, nominalment és part de Moldàvia, tot i que en realitat la regió no la controla el govern moldau.

## Geografia

Mapa de Moldàvia

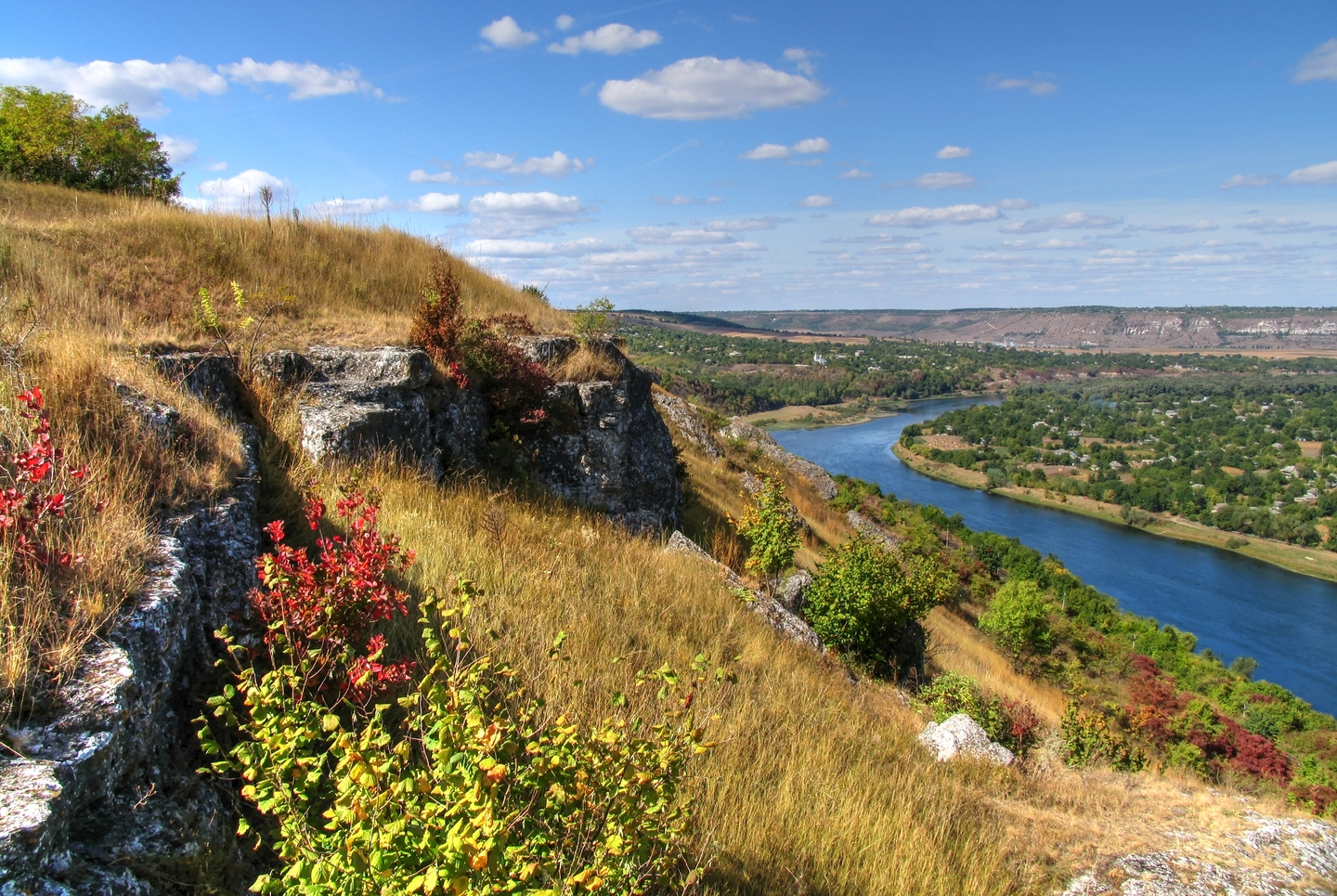
Paisatge a Moldàvia, amb el riu Dnièster

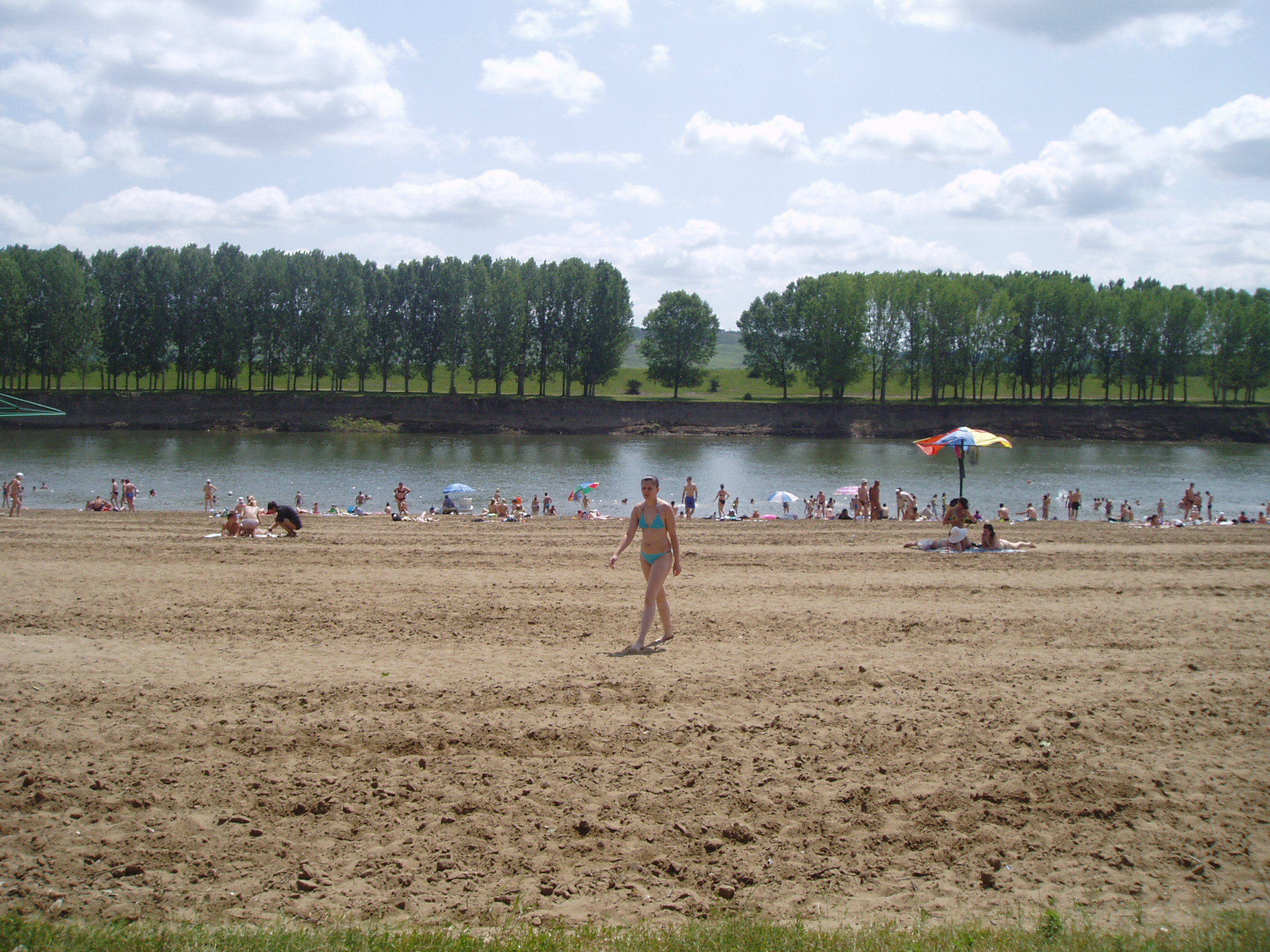
Platja a la vora del riu Dniester prop de Vadul lui Vodă

Moldàvia es troba entre les latituds 45° i 49° N, i entre els meridians 26° i 30° E (una petita àrea es troba a l'est de 30°). La superfície total és 33851km².
La major part del país (al voltant del 88% de la superfície) es troba a la regió de Bessaràbia, entre els rius Prut i Dnièster, mentre que una estreta franja a l'est es troba a Transnistria (a l'est del Dnièster). La frontera occidental de Moldàvia està formada pel riu Prut, que s'uneix al Danubi abans de desembocar a la mar Negra. Moldàvia té accés al Danubi per només uns 480 m, i Giurgiulești és l'únic port de Moldàvia al Danubi. A l'est, el Dnièster és el riu principal, que travessa el país de nord a sud, rebent les aigües de Răut, Bîc, Ichel, Botna. Ialpug desemboca en un dels limans del Danubi, mentre que Cogâlnic desemboca en la cadena de limans del mar Negre.
El país no té litoral, tot i que està a prop del mar Negre; en el seu punt més proper està separat del Liman del Dnièster, un estuari del mar Negre, per només 3 km de territori ucraïnès. Tot i que la major part del país és muntanyós i la part nord del país té uns turons que no superen els 430 metres (la màxima altitud n'és el Dealul Bălănești).
Els turons de Moldàvia formen part de l'altiplà de Moldàvia, que geològicament s'originen a les muntanyes dels Carpats. Les seves subdivisions a Moldàvia inclouen els turons del Dnièster (turons del nord de Moldàvia i la cresta del Dnièster), la plana moldava (vall mitjana de Prut i estepa de Bălți) i l'altiplà central de Moldàvia (turons de Ciuluc-Soloneț, turons de Cornești — Massiu de Codru, que significa "boscos": turons del Dnièster inferior, vall de Prut inferior i turons de Tigheci). Al sud, el país té una petita plana, la plana de Bugeac. El territori de Moldàvia a l'est del riu Dnièster es divideix entre parts de l’altiplà de Podolia i parts de l'estepa euroasiàtica.
Les ciutats principals moldaves són la capital Chișinău, al centre del país i amb vora un milió d'habitants, i Tiraspol (a Transnístria), Bălți i Tighina, totes amb més de cent mil habitants.
Bender (al sud-est) i Comrat és el centre administratiu de Gagauzia.

### Clima

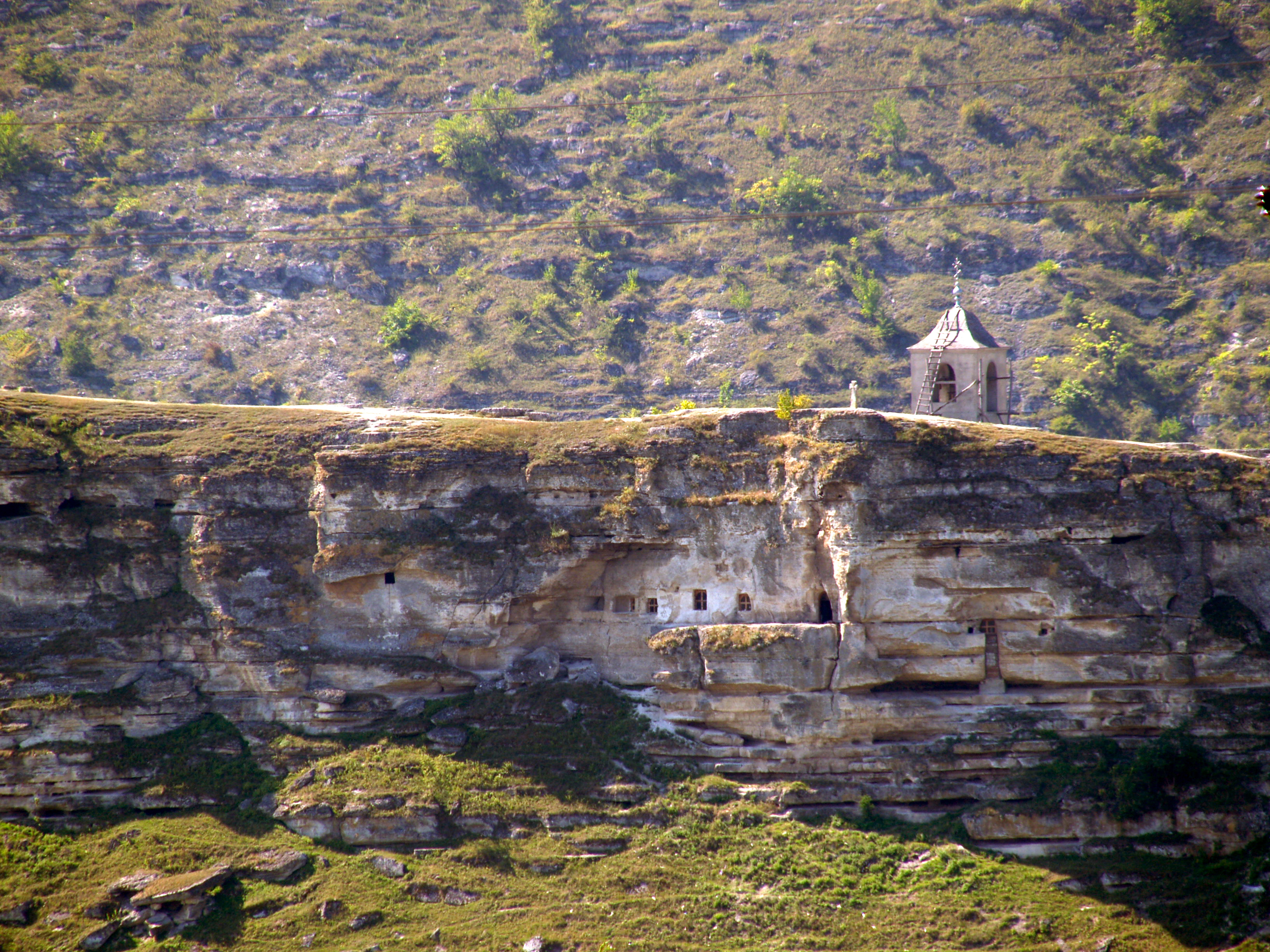
Esglésies rupestres a Orheiul Vechi, part de l’únic parc nacional del país

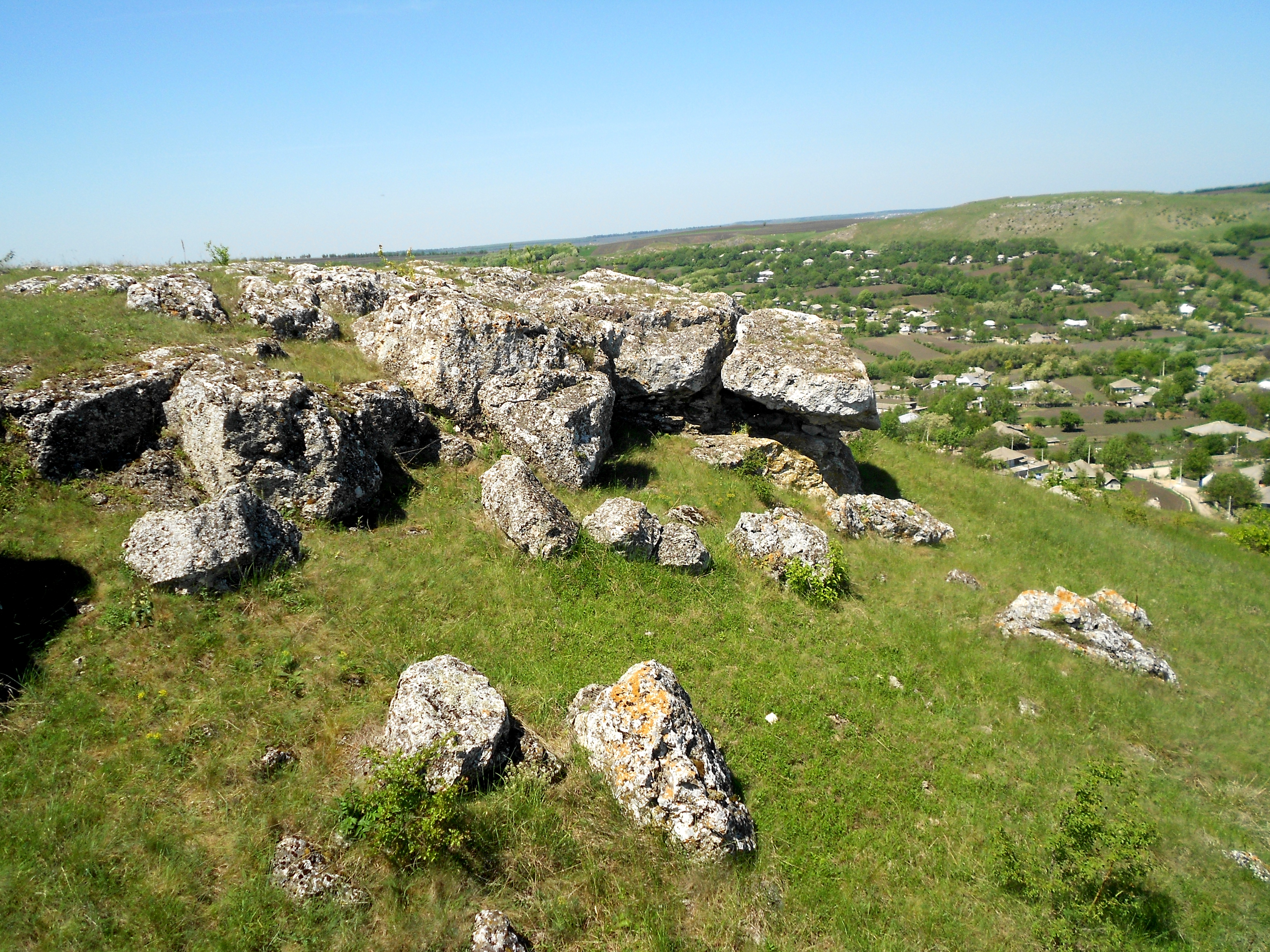
Toltrele Prutului prop de Fetești, Districte d'Edineț

Moldàvia té un clima continental temperat; la seva proximitat al mar Negre fa que el clima sigui suaument fred a la tardor, amb estius calorosos però hiverns moderats.
Els estius són càlids i llargs, amb temperatures mitjanes d'uns 20 °C i els hiverns són relativament suaus i secs, amb temperatures mitjanes al gener de -4 °C. Precipitacions anuals, que oscil·len entre uns 600 mm al nord fins a 400 mm al sud, pot variar molt; No són estranys els períodes de sequedat llargs. Les pluges més intenses es produeixen a principis d'estiu i de nou a l'octubre; Els ruixats intensos i les tempestes són habituals. A causa del terreny irregular, les fortes pluges d'estiu sovint provoquen erosió i envasament del riu.
La temperatura més alta mai registrada a Moldàvia va ser de 41,5 °C el 21 de juliol de 2007 a Camenca. La temperatura més baixa mai registrada va ser –35.5 °C el 20 de gener de 1963 a Brătușeni, comtat d'Edineț.
| Ubicació | juliol (°C) | Juliol (°F) | gener (°C) | Gener (°F) |
| -------- | ----------- | ----------- | ---------- | ---------- |
| Chișinău | 27/17       | 81/63       | 1/−4       | 33/24      |
| Tiraspol | 27/15       | 81/60       | 1/−6       | 33/21      |
| Bălți    | 26/14       | 79/58       | −0/−7      | 31/18      |

### Biodiversitat
Fitogeogràficament, Moldàvia es divideix entre la Plana europea oriental i l'Estepa Pòntica de la Regió circumboreal dins del Regne Boreal. És la llar de tres ecoregions terrestres: boscos mixts d'Europa central, estepa forestal d'Europa de l'Est i Estepa Pòntica. Actualment, els boscos només cobreixen l'11% de Moldàvia, tot i que l'estat està fent esforços per augmentar la seva distribució. El 2019 tenia una puntuació mitjana de l’Índex d'Integritat del Paisatge Forestal de 2,2/10, el que el va situar en el lloc 158 a nivell mundial de 172 països. En aquestes zones boscoses es poden trobar animals de caça, com el Cérvol comú, el cabirol i el senglar.
| Reserves científiques a Moldàvia | Reserves científiques a Moldàvia | Reserves científiques a Moldàvia | Reserves científiques a Moldàvia |
| Nom                              | Ubicació                         | Any                              | Àrea                             |
| -------------------------------- | -------------------------------- | -------------------------------- | -------------------------------- |
| Reserva Codru                    | Strășeni                         | 1971                             | 5,177 hectàrees (52 km2)         |
| Iagorlîc                         | Dubăsari                         | 1988                             | 836 hectàrees (8 km2)            |
| Baix Prut                        | Cahul                            | 1991                             | 1,691 hectàrees (17 km2)         |
| Plaiul Fagului                   | Ungheni                          | 1992                             | 5,642 hectàrees (56 km2)         |
| Pădurea Domnească                | Glodeni                          | 1993                             | 6,032 hectàrees (60 km2)         |

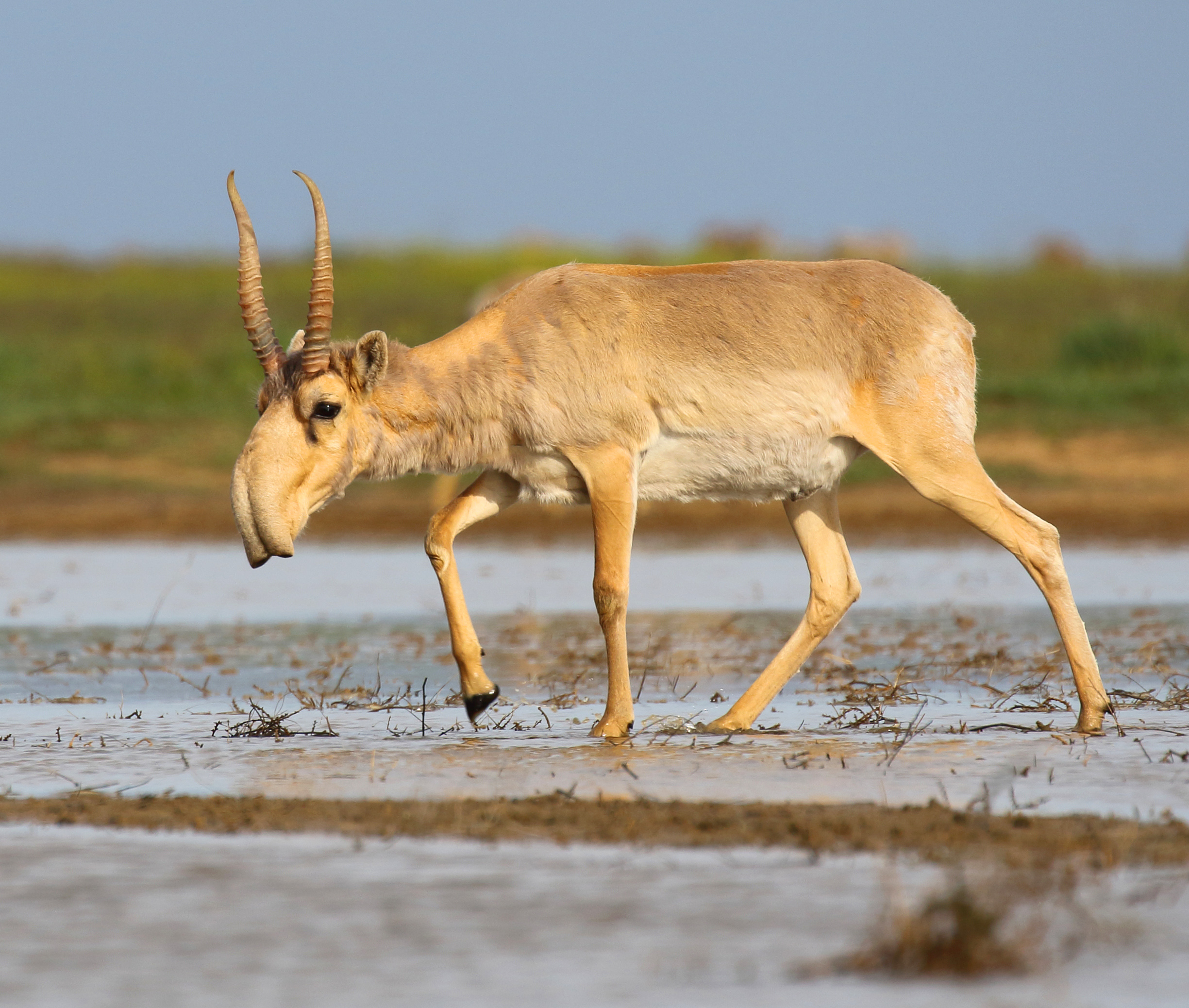
Destacada per la seva vívida representació del riu Dniéster inferior, la novel·la Amb foc i espasa d'Henryk Sienkiewicz s'obre amb una descripció de les saïgues com una manera de ressaltar l'entorn exòtic de la història. Les saïgues són una espècie en perill d'extinció que ara s'ha extingit a Moldàvia.

El medi ambient de Moldàvia va patir una degradació extrema durant el període soviètic, quan el desenvolupament industrial i agrícola va procedir sense tenir en compte la protecció del medi ambient. L'ús excessiu de pesticides va donar lloc a una terra vegetal molt contaminada i les indústries no tenien controls d'emissions. Fundat el 1990, el Moviment Ecologista de Moldàvia, una organització nacional, no governamental i sense ànim de lucre que és membre de la Unió Internacional per a la Conservació de la Natura, ha estat treballant per restaurar el medi natural danyat de Moldàvia. El moviment és representant nacional del Centre "Naturopa" del Consell d'Europa i del Programa de les Nacions Unides per al Medi Ambient de les Nacions Unides.
Quan tenia un abast des de les illes Britàniques passant per Àsia central i per l'Estret de Bering fins a Alaska i el Yukon del Canadà, així com els Territoris del Nord-oest, els saigas van sobreviure a Moldàvia i Romania fins a finals del segle xviii. La desforestació, la pressió demogràfica, així com la caça excessiva van erradicar els ramats autòctons de saïgues que actualment estan amenaçats d'extinció. Eren considerats un animal característic d'Escítia a l'antiguitat. L'historiador Estrabó es va referir als saigas com el kolos, descrivint-lo com "entre el cérvol i el moltó de mida" que (de manera comprensible però equivocada) es creia que bevia pel nas.
Un altre animal que es va extingir a Moldàvia el segle xviii va ser el bisó de fusta europeu o Bisó europeu. L'espècie es va reintroduir amb l'arribada de tres bisons europeus del bosc de Białowieża a Polònia diversos dies abans del Dia de la Independència de Moldàvia el 27 d'agost de 2005. Actualment, Moldàvia està interessada a ampliar la seva població i va començar converses amb Belarús el 2019 sobre un programa d'intercanvi de bisons entre els dos països.

## Economia

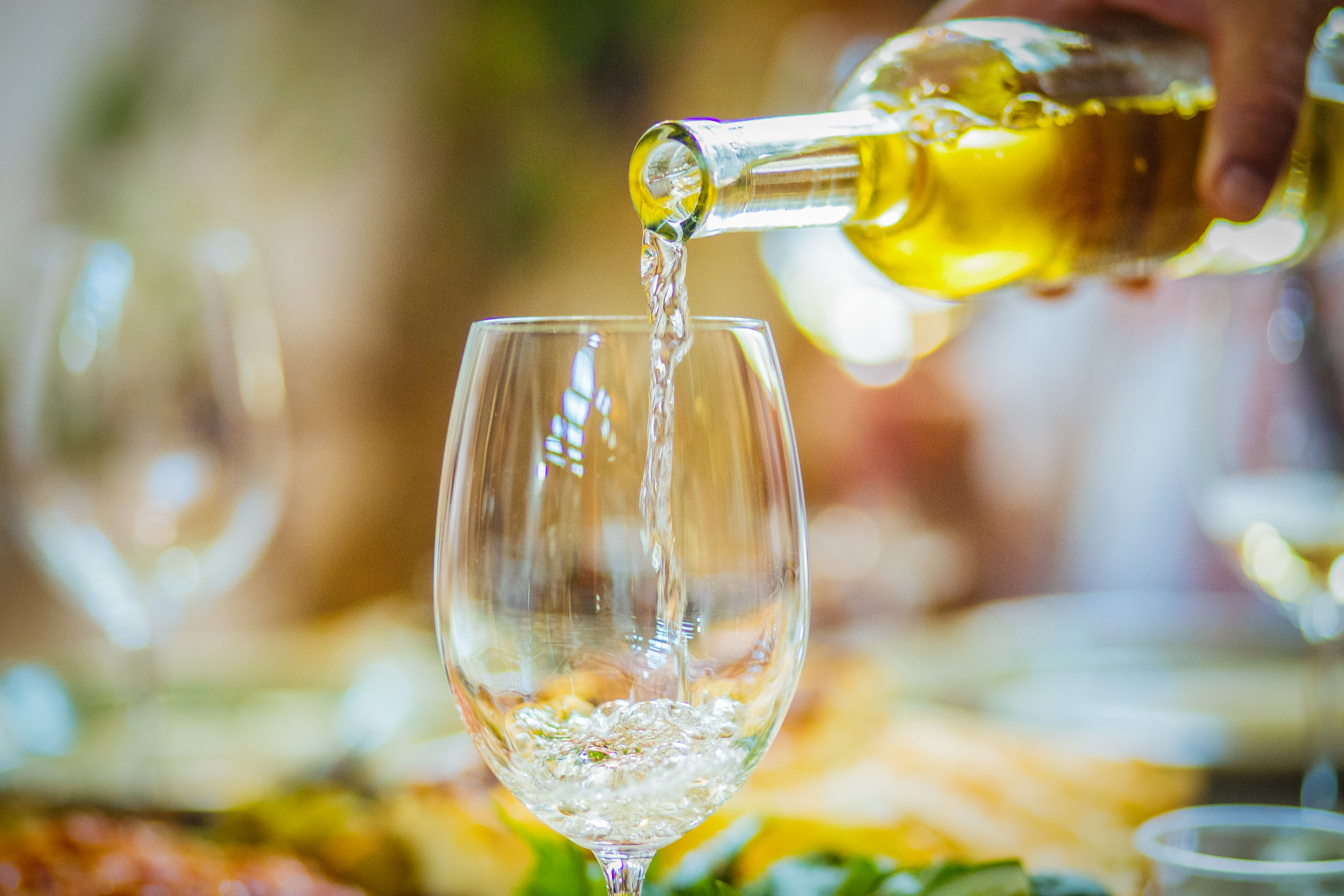
Vi de Moldàvia

L'economia moldava, tradicionalment agrícola, va començar, d'acord amb la resta de territoris de la Unió Soviètica, un accelerat procés d'industrialització, especialment alimentària (vi i sucre refinat). La producció de refrigeradors, confecció, materials de construcció i maquinària agrícola és també significativa.
L'agricultura, sent encara un important motor econòmic, va perdre pes arran de l'accelerada industrialització. No obstant això, ha aconseguit florir de nou davant la crisi del seu sector industrial. Actualment, més de la meitat de la població activa de la República de Moldàvia es dedica a l'agricultura.
La producció agrícola moldava és variada: gira-sol, tabac, cereals, vinya, hortalisses, remolatxa sucrera i patata. La ramaderia hi és poc significativa, i és principalment bovina i porcina, a més de la cria d'aviram.
- Mineria: sal, petroli.
- Indústria: alimentària, tèxtil, mecànica, del calçat, d'aparells de precisió.

## Demografia

### Composició ètnica
(segons el cens del 2004)
- Moldaus: 78,2%
- Ucraïnesos: 8,4%
- Russos: 5,8%
- Gagaüsos: 4,4%
- Búlgars: 1,9%
- Altres: 1,3%

### Religions
(2000)
- Cristians ortodoxos de l'est: 98%
- Jueus: 1,5%
- Baptistes i altres: 0,5%

## Idioma
L'idioma oficial de Moldàvia és el moldau/romanès, idioma nadiu d'un 82,2% de la població. És una llengua romànica i s'escriu en alfabet llatí des de 1989, quan es va abandonar el ciríl·lic, tot i que algunes regions com Transnistria encara l'utilitzen. El gagaús, rus i ucrainès són altres idiomes oficials de les regions de Gagaúsia i Transnístria.